# 張溢城
張溢城（1949年—），中華民國政治人物，為中國國民黨的黨員，前豐原市市長及臺中縣議員。

## 學經歷
- 勤益技術學院畢業
- 豐原市代表會主席
- 臺中縣豐原市市長
- 豐原市老人會顧問
- 豐原市元極舞顧問
- 豐原市義消顧問
- 臺中縣議會縣議員
- 臺中縣九二一重建基金會董事
- 臺中縣生命線委員
- 臺中縣張廖簡宗親會理事
- 臺中縣家扶中心委員

## 外部連結
- 張溢城建議豐原市增設消防分隊 （页面存档备份，存于）
- 爭取水利補助款　豐原市長揚言跳河[]